# Handley Page Type L
Handley Page Type L/200 fue la designación interna de la británica Handley Page para un biplano concebido para competir por el premio de 10 000 libras esterlinas auspiciado por el Daily Mail, para el primer cruce aéreo sin escalas del Océano Atlántico. Se diseñó y construyó un prototipo en 1914 bajo pedido del príncipe Ludwig de Löwenstein-Wertheim.

## Diseño y desarrollo
La designación L/200 provenía de su motor Salmson 2M.7 de 150 kW (200 hp), pero el mismo fue requisado por el Almirantazgo británico cuando llegó desde Francia, por lo que, aunque el avión había sido construido sustancialmente, nunca fue ensamblado o volado. Fue ofrecido al Almirantazgo como avión de defensa costera, con variantes bimotoras designadas M/200 y MS/200 (hidroavión), basadas en los más fácilmente disponibles motores Salmson de 80 kW (100 hp), pero no fueron encargados, ya que aquél ya había realizado encargos de hidroaviones para estas tareas.
Los planos del L/200 se habían perdido por la época de la Comisión de Premios a Inventores en febrero de 1920, y no perduran fotografías.

## Versiones
L/200 (HP.8)
Biplano monomotor de largo alcance, uno construido (no completado).
M/200 (HP.9)
Versión del L/200, con dos motores de 100 hp, no construida.
MS/200 (HP.9)
Versión hidroavión (Seaplane) del M/200, no construida.

## Especificaciones (L/200, pesos y prestaciones estimadas)
Referencia datos: Handley Page Aircraft since 1907 

### Características generales
- Tripulación: Dos
- Longitud: 12 m (39,4 ft)
- Envergadura: 18 m (59,1 ft)
- Superficie alar: 84 m² (904,2 ft²)
- Peso vacío: 1270 kg (2799,1 lb)
- Peso cargado: 2722 kg (5999,3 lb)
- Planta motriz: 1× motor radial de 14 cilindros en dos filas refrigerado por agua Salmson (Canton-Unné) 2M.7.
  - Potencia: 150 kW (207 HP; 204 CV)
- Hélices: Bipala de madera de paso fijo

### Rendimiento
- Velocidad crucero (Vc): 130 km/h (81 MPH; 70 kt)
- Velocidad de entrada en pérdida (Vs): 74 km/h (46 MPH; 40 kt)
- Alcance: 23 h a 130 km/h (80 mph)

## Aeronaves relacionadas

### Secuencias de designación
- Secuencia Alfabética (interna de Handley Page): ← Type G - Type H - Type K - Type L - Type M - Type N - Type O - Type P →
- Secuencia HP._ (interna de Handley Page): ← HP.5 - HP.6 - HP.7 - HP.8 - HP.9 - HP.10 - HP.11 - HP.12 →